# Nancy Kahn Stanton
Nancy Kahn Stanton é uma matemática, professora emérita da Universidade de Notre Dame. É conhecida por suas pesquisas em análise complexa, equações diferenciais parciais e geometria diferencial.

## Formação e carreira
Stanton obteve um Ph.D. no Instituto de Tecnologia de Massachusetts (MIT) em 1973, orientada por Isadore Singer. Stanton trabalha atualmente na Universidade de Notre Dame.

## Prêmios e honrarias
Em 1981 Stanton recebeu uma Sloan Research Fellowship. Em 2012 foi fellow da American Mathematical Society.

## Publicações selecionadas
- Stanton, Nancy K. Infinitesimal CR automorphisms of real hypersurfaces. Amer. J. Math. 118 (1996), no. 1, 209–233.
- Beals, Richard; Greiner, Peter C.; Stanton, Nancy K. The heat equation on a CR manifold. J. Differential Geom. 20 (1984), no. 2, 343–387.
- Stanton, Nancy K. Infinitesimal CR automorphisms of rigid hypersurfaces. Amer. J. Math. 117 (1995), no. 1, 141–167.
- Pinsky, Mark A.; Stanton, Nancy K.; Trapa, Peter E. Fourier series of radial functions in several variables. J. Funct. Anal. 116 (1993), no. 1, 111–132.